# Bild am Sonntag
Die Bild am Sonntag (BamS) ist eine sonntags im nordischen Tabloid erscheinende deutsche Boulevardzeitung. Sie ist Teil der Bild-Gruppe der Axel Springer SE. Die verkaufte Auflage beträgt 465.596 Exemplare, ein Minus von 81,1 Prozent seit 1998.

## Geschichte
Als Vorläufer erschien 1948 bis 1955 eine Sonntagsausgabe des Hamburger Abendblatts als Wettbewerbsmaßnahme gegen das Hamburger Fremdenblatt.
Während die Zeitung zunächst nur in Hamburg erschien, beschloss der Verleger 1955 aufgrund der bis dato unbefriedigenden Auflagenentwicklung, das Verbreitungsgebiet versuchsweise auf die ganze Bundesrepublik auszuweiten. Ein Jahr später wurde die Zeitung in die Hände der Bild-Redaktion gegeben und in eine Bild-Sonntagsausgabe umgewandelt, woraufhin am 29. April 1956 die erste Ausgabe der Zeitung erschien.
Von 2001 bis 2007 erschien die Jugendbeilage VIVA BamS in Kooperation mit dem Musiksender VIVA bzw. VIVA Media.
Im September 2019 wurde die Zusammenlegung der Redaktionen von Bild und Bild am Sonntag bekanntgegeben.
Ab Mitte des Jahres 2023 stellte der Axel Springer Verlag den Zustellservice der "Bild am Sonntag" (BamS) ein. Die Wochenzeitung wird seitdem nicht mehr direkt an die Haushalte zugestellt, sondern ist nur noch im Handel oder in digitaler Form erhältlich.

## Chefredakteure
- ab Juli 1956: Rudolf Michael
- ab Dezember 1958: Oskar Bezold
- ab November 1960: Hans Bluhm
- ab Januar 1965: Peter Boenisch
- ab Oktober 1970: Peter Bachér
- ab August 1974: Ewald Struwe
- ab April 1985: Wolfgang Kryszohn
- ab Januar 1988: Willi Schmitt
- ab April 1989: Michael Spreng
- ab Oktober 2000: Claus Strunz
- ab August 2008: Walter Mayer[4]
- ab Oktober 2013: Marion Horn[5]
- ab November 2019: Alexandra Würzbach[6]
- seit März 2023: Marion Horn

## Auflage
Das Blatt gehört wie die Bild-Zeitung zu den deutschen Zeitungen mit den größten Auflagenverlusten der vergangenen Jahre. Die verkaufte Auflage ist in den vergangenen 10 Jahren um durchschnittlich 8,1 % pro Jahr gesunken. Im vergangenen Jahr hat sie um 0,7 % abgenommen. Sie beträgt gegenwärtig 465.596 Exemplare. Der Anteil der Abonnements an der verkauften Auflage liegt bei 15,9 Prozent.
| 1998    | 1999    | 2000    | 2001    | 2002    | 2003    | 2004    | 2005    | 2006    | 2007    | 2008    | 2009    | 2010    | 2011    | 2012    | 2013    | 2014    | 2015    | 2016   | 2017   | 2018   | 2019   | 2020   | 2021   | 2022   | 2023   | 2024   |
| ------- | ------- | ------- | ------- | ------- | ------- | ------- | ------- | ------- | ------- | ------- | ------- | ------- | ------- | ------- | ------- | ------- | ------- | ------ | ------ | ------ | ------ | ------ | ------ | ------ | ------ | ------ |
| 2463087 | 2381974 | 2419329 | 2334612 | 2163873 | 2074359 | 2022841 | 1863066 | 1800377 | 1703553 | 1620629 | 1577764 | 1483046 | 1386699 | 1286032 | 1189060 | 1072479 | 1042493 | 930232 | 852232 | 769502 | 701791 | 645352 | 641977 | 602323 | 463540 | 460447 |

Die Zeitung wird überwiegend von männlichen Lesern (72 Prozent) im Alter zwischen 50 und über 70 Jahren und einem Haushaltseinkommen zwischen 1000 € und 3000 € konsumiert.

## Kritik
Die Zeitung wurde wegen Verstößen gegen den Pressekodex vom Deutschen Presserat mehrfach mit dessen schärfster Sanktion, der Rüge, belegt:
- 1992: Verstoß gegen Ziffer 9 (Schutz der Ehre)
- 2010: Verstoß gegen Ziffer 8 (Schutz der Persönlichkeit)
- 2014: Verstöße gegen Ziffer 1 (Wahrhaftigkeit und Achtung der Menschenwürde), Ziffer 10 (Religion, Weltanschauung, Sitte) und Ziffer 12 (Diskriminierungen)
- 2016: Verstoß gegen Ziffer 8 (Schutz der Persönlichkeit)

Das Boulevardblatt veröffentlichte 2002 eine aus dem Zusammenhang gerissene Schlagzeile mit dem Titel Peter Lustig – ich kann Kinder nicht leiden; Anlass für dieses "Missverständnis" war ein Interview mit der Stuttgarter Zeitung, in dem er beschrieb, wie anstrengend es sei, mit Kindern vor der Kamera zu arbeiten – gerade für diese selbst sei das eine „Quälerei“, sowie die Aussage "Wenn mich etwas stört, ist es die Dummheit. Mensch, wir haben ein Gehirn! Und wozu wird es benutzt? Zum "Bild"-Zeitunglesen. Das ist eine solche Verschwendung". Er nehme junge Menschen so, wie sie sind: „Sicher, Kinder stören und sind klebrig, na und? Das wissen die doch selbst.“ Der ironische Unterton wurde in folgenden Berichterstattungen unterschlagen; der Interviewer Kai Biermann bezeichnete die Interpretation durch andere Medien als „verdreht“ und „verbogen“.
2019 kritisierte das Watchblog Bildblog, dass die „Verlagsleitung BILD-Gruppe“ den Wikipedia-Artikel zur Bild am Sonntag „aufhübschen“ wolle: Ein von der Verlagsgruppe Axel Springer SE verifizierter Account versuchte demnach, kritische Sätze und eine Grafik zur Auflagenentwicklung aus dem Artikel zu löschen, um gleichzeitig positiv klingende PR-Passagen hinzuzufügen. Auch das Medienmagazin des NDR, Zapp berichtete über diesen Vorgang. In einer Pressemitteilung gab die Springer-Pressestelle zu, Änderungen an dem Artikel vorgenommen zu haben.